# Family Circle Cup 1996
Il Family Circle Cup 1996 è stato un torneo di tennis giocato sulla terra verde.
È stata la 24ª edizione del Family Circle Cup, che fa parte della categoria Tier I nell'ambito del WTA Tour 1996.
Si è giocato al Family Circle Tennis Center di Hilton Head negli Stati Uniti dall'1 al 7 aprile 1996.

## Campionesse

### Singolare
Arantxa Sánchez Vicario ha battuto in finale  Barbara Paulus con il punteggio di 6–2, 2–6, 6–2

### Doppio
Jana Novotná /  Arantxa Sánchez Vicario hanno battuto in finale  Gigi Fernández /  Mary Joe Fernández con il punteggio di 6–2, 6–3